# Vesa Vierikko
Vesa Tapio Vierikko, född 24 maj 1956 i Villmanstrand, är en finländsk skådespelare. 
Vierikko, som utbildade sig vid Teaterskolan/Teaterhögskolan 1976–1980 och var professor i scenkonst där 2002–2012. Sin första roll gjorde han 1975 på Tammerfors arbetarteater. Som skådespelare har han varit med om att utveckla Ryhmäteatteri (där han arbetat sedan 1980) och gjort oförglömliga roller där, bland annat i Sagan om ringen, som Ryhmäteatteri uppförde på Sveaborg två somrar i rad (1988–1989), i Sofokles Kuningas Paksujalka (1990), i Aleksis Kivis Sockenskomakarna (på Sveaborg), i Fjodor Dostojevskijs Bröderna Karamasov (1994), i Peter Shaffers Amadeus (2001) och i William Shakespeares Hamlet (2003) plus många fler. 
Vierikko har medverkat i närmare trettio filmer, bland annat i Aki Kaurismäkis Hamlet i affärsvärlden (1987) och i Flickan från tändsticksfabriken (1990), i den av Pekka Parikka regisserade Vinterkriget (1989), i flera Vääpeli Körmy-filmer, i Åke Lindmans Guldfeber i Lappland (1999) och i Timo Koivusalos Sibelius (2003). Han har dessutom haft roller i minst lika många tv-filmer, -pjäser, -serier och hörspel. 
Vierikko har också undervisat vid Sibelius-Akademin och i Konstindustriella högskolan. Han tilldelades Pro Finlandia-medaljen 2011.